# Jaume Cuéllar
Jaume Albert Cuéllar Mendoza (Granollers, Barcelona, España, 23 de agosto de 2001) es un futbolista hispano-boliviano. Milita como extremo en el Club Deportivo Arenteiro de la Primera Federación. Es internacional absoluto con la selección de fútbol de Bolivia.

## Trayectoria

### Categorías inferiores
Su formación como futbolista comenzó en la temporada 2013-14 marcando 93 goles. En la temporada 2014-15 anotó 193 tantos en el Racing Blanenc (Infantil A). 
Luego pasó a las inferiores de F. C. Barcelona, donde marcó 16 tantos en la temporada 2015-16 (Cadete B) para después subir de categoría (Cadete A).

### S. P. A. L.
En 2017 inició su camino en Italia fichando por el S. P. A. L., donde convirtió 13 goles con el equipo sub-17 en la temporada 2017-18  y 12 en la temporada 2018-19  como sub-19. Debutó en el primer equipo el 4 de diciembre de 2019, en la victoria 5:1 sobre el Lecce en sustitución de Sergio Floccari al minuto 88. Con ello, Cuéllar marcó un récord al ser el primer boliviano en la historia en jugar en la Serie A italiana.

### C. D. Lugo
El 4 de agosto de 2021, firma con el C. D. Lugo de la Segunda División de España por dos temporadas. Disputó 73 partidos, anotando 4 goles y dando 7 asistencias.
En julio de 2024 volvió al equipo tras su paso por el Barcelona B. En esta ocasión jugó en la Primera Federación. Disputó 12 encuentros.

### F. C. Barcelona Atlètic
El 26 de agosto de 2023, firma en calidad de cedido por el Barcelona B de la Primera Federación. Disputó 27 encuentros y anotó 1 gol.

### C.D. Arenteiro
El 3 de febrero de 2025 fue cedido por 6 meses al CD Arenteiro de la Primera Federación. Disputó 16 partidos y anotó 2 goles.
El 18 de julio de 2025 se confirmó otro préstamo al CD Arenteiro que disputará de nuevo la Primera Federación.

## Selección nacional

### Categorías inferiores
Cuéllar podría jugar con las selecciones de Bolivia y España, decantándose  Bolivia, con la cual disputó el Campeonato Sudamericano Sub-17.

### Selección absoluta
El 4 de octubre de 2020 fue convocado por primera vez con la Selección boliviana para enfrentar a la Selección argentina pero finalmente no llegó a disputar el encuentro. Debutó en la Copa América ante Paraguay, siendo expulsado antes de concluir el primer tiempo.

## Clubes
| Club                    | País   | Año               |
| ----------------------- | ------ | ----------------- |
| S.P.A.L.                | Italia | 2019 - 2020       |
| CD Lugo                 | España | 2021 - 2023       |
| F. C. Barcelona Atlètic | España | 2023 - 2024       |
| CD Lugo                 | España | 2024 - 2025       |
| CD Arenteiro            | España | 2025 - Actualidad |